# Neosebastes multisquamus
Neosebastes multisquamus is een straalvinnige vissensoort uit de familie van schorpioenvissen (Neosebastidae). De wetenschappelijke naam van de soort is voor het eerst geldig gepubliceerd in 2004 door Motomura.